# مدل بیسمارک

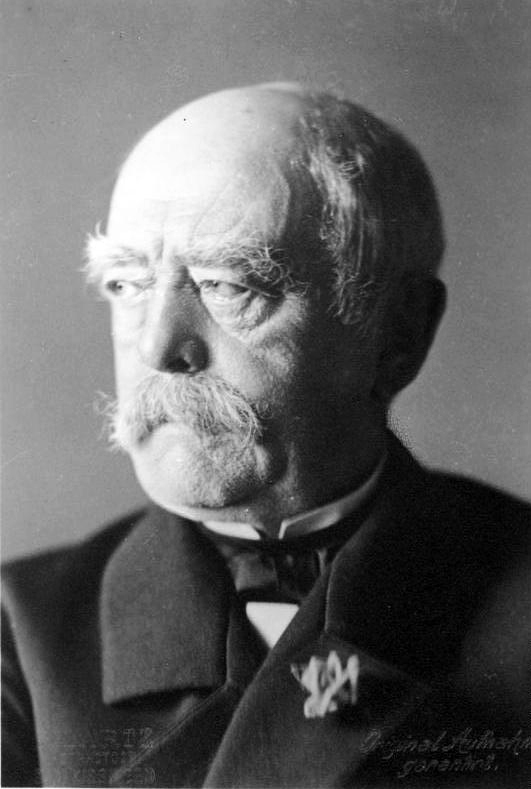
اتو فون بیسمارک

مدل بیسمارک (به انگلیسی: Bismarck model) (همچنین به عنوان "مدل بیمه سلامت اجتماعی" نیز نامیده می‌شود)یک سیستم مراقبت سلامتی است که در آن افراد هزینه ای را به صندوقی می‌پردازند که به نوبه خود هزینه مراقبت‌های بهداشتی را پرداخت می‌کند، که می‌تواند توسط موسسات دولتی، یا موسسات خصوصی ارائه شود. اولین مدل بیسمارک توسط اتو فون بیسمارک در سال ۱۸۸۳ ایجاد شد و تلاش خود را بر ارائه درمان برای کارگران و خانواده آنها متمرکز کرد.
از زمان تأسیس مدل بوریج در سال ۱۹۴۶، که در آن تمرکز بر ارائه مراقبت‌های بهداشتی به عنوان یک حق بشری برای همه و با بودجه عمومی بود، تقریباً همه سیستم‌های بیسمارکی نیز همگانی شد و دولت شروع به ارائه بیمه یا کمک به کسانی کرد که قادر به پرداخت نیستند.

## نمونه‌ها
کشورهایی مانند آلمان، اتریش، سوئیس و جمهوری چک دارای مدل بیسمارک هستند، در حالی که کشورهایی مانند کره جنوبی و هلند با وجود داشتن بیمه دولتی پایه، حضور قوی تری در ارائه دهندگان مراقبت‌های بهداشتی توسط بیمه‌های خصوصی دارند.
در اروپا، کشورهایی مانند فرانسه، مجارستان و اسلواکی، در حالی که به لحاظ نظری دارای مدل بوریج هستند، درجاتی از مدل بیسمارک را نیز در قوانین خود دارند. برخی در ایتالیا استدلال می‌کنند که سیستم سلامت اجتماعی لومبارد، که برابری بین بخش خصوصی و دولتی و پرداخت بر اساس عملکرد را تجویز می‌کند، برخی از ویژگی‌های معمول سیستم بیسمارک را دارد.

## مزایا
شاخص سلامت مصرف کننده اتحادیه اروپااز سال ۲۰۱۴ عبارت "بیسمارک بوریج را شکست داد"، به عنوان یک "ویژگی دائمی" را به کار می‌برد. سیستم‌ها با مدل بیسمارک معمولاً دسترسی به طور قابل توجه بالاتر، زمان انتظار کمتر و به لطف رقابت بین اپراتورها، کیفیت بالاتر و مراقبت‌های بهداشتی مشتری محور تری دارند. مطالعات نشان می‌دهد که معرفی مدل بیسمارک در آلمان منجر به کاهش قابل توجه مرگ و میر شد.

## انتقادات
از آنجایی که در سیستم بهداشتی بیسمارک اصلی‌ترین تامین کننده مالی مشارکت کننده‌ها (بیمه شونده‌ها) هستند، افراد فقیر نمی‌توانند مبلغ زیادی پرداخت کنند و پوشش محدودی دریافت می‌کنند. در برخی کشورها، مانند سوئیس، هزینه بیمه بالا است و همچنان در حال رشد است و باعث می‌شود بخشی از جامعه تحت بیمه قرار نگیرند.
انتقاد دیگر این است که از آنجایی که مؤسسات بر اساس عملکرد کمک مالی می‌گیرند، ممکن است برخی از مناطق دور افتاده پوشش بیمارستانی کمی داشته باشند.
در حالی که دریافت مراقبت‌های اولیه در مدل بیسمارک بسیار سریعتر از مدل بوریج است، برخی استدلال می‌کنند که برخی از مراقبت‌های انتخابی ممکن است حتی در مدل بیسمارک نسبت به مراقبت‌های بهداشتی در بازار آزاد، مانند ایالات متحده، کند باشد.